# Souk Kdim
Souk Kdim (franska: Souk Kdim (CR), Souk Kdim (Commune Rurale), arabiska: مركز بريكشة) är en kommun i Marocko.   Den ligger i provinsen Tétouan och regionen Tanger-Tétouan-Al Hoceïma, i den norra delen av landet, 210 km nordost om huvudstaden Rabat. Antalet invånare är 7 434.